# Krhová
Krhová è un comune della Repubblica Ceca facente parte del distretto di Vsetín, nella regione di Zlín.